# Caspar Henneberger
Caspar Henneberger (ur. 1529, zm. 29 lutego 1600 w Królewcu) – niemiecki duchowny luterański, historyk i kartograf, związany z Prusami Książęcymi.

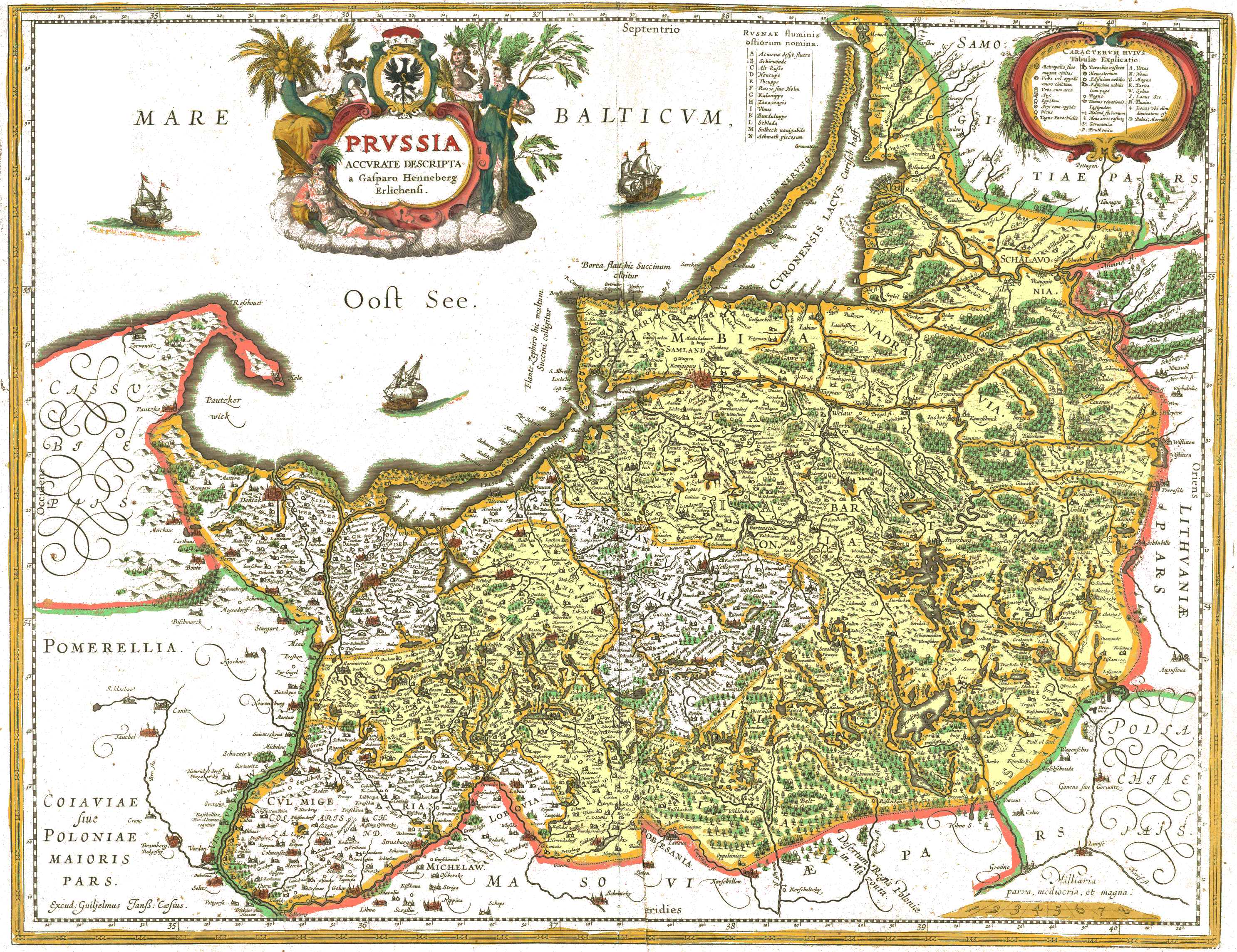
Mapa Prus Hennebergera w wersji z ok. 1625 (ryt. Willem Blaeu (Caesius), Amsterdam)

Rzadziej określany jako Caspar Hennenberger. Sprawa jego pochodzenia nie została dokładnie wyjaśniona, jako miejsce urodzenia (Caspar Henneberger Erlichensis) wskazuje się - bliżej nieokreślone - Ehrlichen koło Hof w Górnej Frankonii i Ehrlichen/Ehrlich w Turyngii. Po studiach teologicznych na Albertinie, w 1554 r. został kaznodzieją w Domnowie, następnie w Georgenau w starostwie pokarmińskim i od 1560 w Mühlhausen. W 1554 r. wykonał rysunek perspektywiczny Elbląga, a 1555 opublikował mapę Inflant (zaginiona). Pod patronatem księcia Albrechta Fryderyka od 1570 r. odbywał podróże inwentaryzacyjno-pomiarowe, których efektem stało się wydanie w 1576 w Królewcu drzeworytniczej mapy Prussia (Tabula Prussiae). Rysunek sporządził sam Henneberger, rytownikiem był Caspar Felbinger. Miała swą pomniejszoną edycję autorską w formie miedziorytu wydanego w Antwerpii na zlecenie Jerzego Fryderyka, księcia Ansbachu. Henneberger pozostawił również wydane w Królewcu: Kurtze und wahrhafftige Beschreibung des Landes zu Preußen (kronika Prus, z mapą historyczną, 1584) oraz Erclerung der preußischen größeren Landtafel oder Mappen (1595) – obszerny komentarz do wydanej równocześnie nowej wersji mapy z 1576 r., odbitej z 9 klocków drzeworytniczych. Mapa ta miała kilka edycji w XVII w. oraz 1863 r., a ponadto służyła jako wzór innym kartografom aż do połowy XVIII w.
Od 1590 r. był kapelanem szpitala lipnickiego w Królewcu. Został pochowany w kościele szpitalnym (niezachowany, spłonął 11 listopada 1764) obok ołtarza. W tym samym kościele spoczynek znalazła jego małżonka, Clara, córka Petera Kaufmanna, którą poślubił w 1556 r., upamiętniona osobnym epitafium. Synowie nosili imiona Casper i Hans. Ojcem chrzestnym Hansa był Johann Luther, syn reformatora, z którym Henneberger razem studiował w Królewcu i którego siostra, Margarethe Luther, małżonka Georga von Kunheim, mieszkała w pobliżu Mühlhausen.